# كريستيان مينينديث
كريستيان مينينديث (بالإسبانية: Cristian Menéndez)‏ (2 أبريل 1988 في الأرجنتين - ) هو لاعب كرة قدم أرجنتيني في مركز الهجوم. لعب مع أتليتيكو توكومان وإنديبندينتي وكيلمس ونادي إيميلك ونادي لانوس ونادي ليبرتاد.

## وصلات خارجية
- كريستيان مينينديث على موقع قاعدة بيانات كرة القدم.إي يو (الإنجليزية)
- كريستيان مينينديث على موقع Soccerway.com (الإنجليزية)